# 샤를 드골 (항공모함)
샤를 드 골(영어: French aircraft carrier Charles de Gaulle)은 프랑스 해군의 유일한 핵추진 항공모함이다. 프랑스를 핵무장국으로 만든 샤를 드 골 대통령의 이름을 사용했다. 프랑스 10번째 항공모함이며, 프랑스 최초의 핵추진 항공모함이다. 배수량 40,000톤에, 전투기 라팔, 조기경보기 E-2 호크아이 등 40대의 함재기를 탑재한다. 1994년에 진수되었으나, 원자력 추진기관의 문제로 2001년에야 취역했다. 원자력 추진의 안전성 문제 때문에, 차기 프랑스 항공모함에서는 영국과 같은 디자인에 디젤 추진으로 바꾸기로 했다.

## 역사

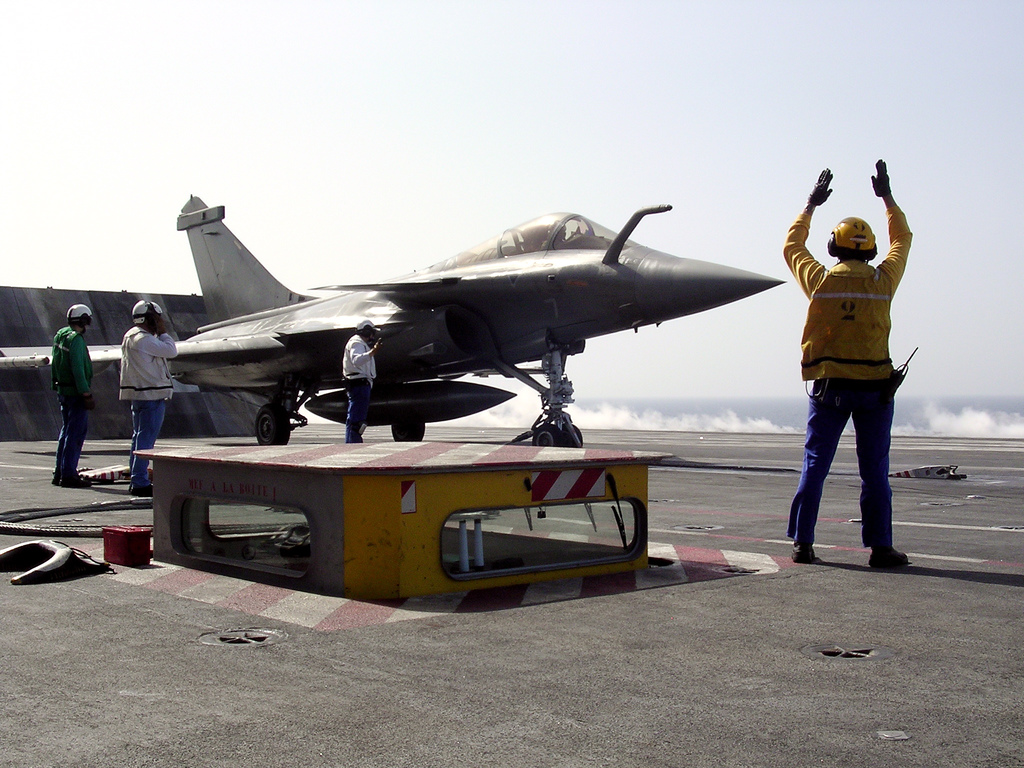
2007년 샤를드골함을 이륙중인 라팔-M 전투기

디젤추진 클레망소급 항공모함 2번함인 포슈 항공모함을 2001년에 대체했다. 클레망소 항공모함과 포슈 항공모함은 1961년, 1963년에 진수했다. 교체의 소요제기는 1970년대 중반에 있었다.

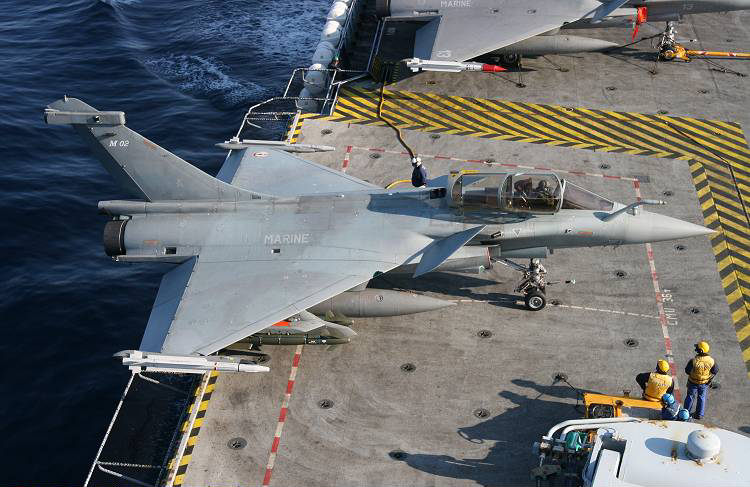
2007년 샤를드골함의 엘레베이터를 이용중인 라팔-M 전투기

샤를드골함은 1989년 4월 DCNS 브레스트 해군 조선소에서 기공식을 가졌다. 1994년 5월 진수했다. 배수량 35,000톤으로서, 1950년 영국 해군의 배수량 36,800톤 HMS 아크 로열 (R09) 이후로 서유럽에서 가장 큰 군함이다.
2001년 5월 18일 취역했으며 계획보다 5년이나 지연되었다.

## 비용
샤를드골함은 함재기까지 포함해서 전체 비용이 200억 프랑(30억 유로, 4조 2,276억원) 들었다. 최근 2017-2018년에 원자로 연료를 교체하고 오버홀 보수를 하는데 13억 유로(1조 8,319억원)이 들었다.
E-2 호크아이 조기경보기 3대를 미국에서 59억 프랑(7억8백만 파운드, 1조 1,000억원)에 구매했다. 호크아이 이륙거리가 짧아서, 활주로 길이를 늘렸다. 개조하는데 5억 프랑(6,000만 파운드, 937억원)이 들었다.

## 캐터펄트
75 m 길이의 미국산 C13‑3 증기식 캐터펄트 2개를 사용해, 함재기를 이륙시킨다. 니미츠급 항공모함에 4개가 장착된 99 m 길이의 C13-1 증기식 캐터펄트의 짧은 버전이다. 하나는 함수에, 하나는 경사진 착륙용 비행갑판의 앞쪽에 설치되었다.
강력한 캐터펄트 채용으로, 샤를드골함은 전세계에서 미국 항공모함 이외에 유일하게 F/A-18E/F 슈퍼 호넷 전투기(최대이륙중량 29.9톤)와 C-2 그레이하운드 수송기(최대이륙중량 24.6톤)를 이륙시킬 수 있다.
만재배수량 10만톤급 미국 니미츠급 항공모함은 메인 비행갑판에 99 m 길이의 C13-1 증기식 캐터펄트 2개, 좌측으로 경사각을 둔 착륙용 비행갑판에 99 m 길이의 C13-1 증기식 캐터펄트 2개를 설치해, 모두 4개의 캐터펄트가 설치되어 있다. 반면에 만재배수량 4만톤급 프랑스 샤를드골함은 메인 비행갑판에 75 m 길이의 C13-3 증기식 캐터펄트 1개, 좌측으로 경사각을 둔 착륙용 비행갑판에 75 m 길이의 C13-3 증기식 캐터펄트 1개를 설치해, 모두 2개의 캐터펄트가 설치되어 있다.

## 전력
최대 40대의 함재기를 탑재한다.
- 다소 라팔 전투기 24대
- 쉬페르 에탕다르 전투기 3대
- E-2 호크아이 조기경보기 3대
- SA365 돌핀 헬기 5대

## 핵무장
다소 라팔, 쉬페르 에탕다르 전투기는 ASMP 공대지 핵순항미사일을 장착한다.
- AN-11, 실전배치 1964년, 무게 1500 kg, 폭발력 60 kt, 프랑스 최초의 핵폭탄
- AN-22, 실전배치 1967년, 무게 700 kg, 폭발력 70 kt, 프랑스 2세대 항공기용 핵폭탄
- AN-52, 실전배치 1972년, 무게 455 kg, 폭발력 25 kt, 프랑스 3세대 항공기용 핵폭탄
- ASMP, 실전배치 1986년, 무게 860 kg, 폭발력 300 kt, 사거리 300 km, 프랑스 공대지 핵순항미사일
- ASMP-A, 실전배치 2009년, 무게 860 kg, 폭발력 300 kt, 사거리 500 km, 프랑스 공대지 핵순항미사일

## 링크 16
2001년 10월 11일, 4,500톤급 카사드 호위함, E-3F 센트리 조기경보기 4대, 샤를드골함이 링크 16으로 데이터링크를 연결했다. 종합된 정보는 예전의 MIL-STD-6011(링크 11) 시스템을 통해 4,500톤급 장 바트 호위함에 실시간으로 전송되었다.

## 샤를드골함의 원자로
러시아 핵잠수함 수상함에 탑재하는 소형 일체형 원자로를 기술이전 받은 것으로 알려진 대한민국의 스마트 원자로는 열출력은 330 MWt인데, 샤를드골함의 원자로 열출력도 300MWt이다.

## 프랑스 해군의 군함 전력
| 항공모함/상륙함        | 보유수 | 함중량  | 레이다 탐지능력           | 항공기 함재        | 총톤수   |
| ---------------------- | ------ | ------- | ------------------------- | ------------------ | -------- |
| 샤를 드 골급           | 1척    | 42,000t | DRBJ 11 : 370km           | 다소 라팔 40기     | 10만톤   |
| 미스트랄급             | 3척    | 21,000t | DRBN-38A, MRR3D           |                    | 10만톤   |
| 구축함                 | 보유수 | 함중량  | 레이다 탐지능력           | 미사일 무장        | 총톤수   |
| 호라이즌급 프리깃함    | 2척    | 7,700t  | EMPAR:180km, S1850:480km  | 48셀:아스터,액조세 | 6만톤    |
| 캐사드급 호위함        | 2척    | 5,000t  | ARBR 17B, DRBJ 11 : 370km | SM-1 40발          | 6만톤    |
| 아키텐급 호위함        | 6척    | 6,000t  | 헤라클레스:250km          | 16셀:아스터,액조세 | 6만톤    |
| 죠르쥬 레그스급 호위함 | 4척    | 4,500t  |                           |                    | 4만5천톤 |
| 라파예트급 호위함      | 5척    | 3,600t  | DRBV 15C : 170km          | 액조세 8발         | 4만5천톤 |
| 플로레알급 호위함      | 6척    | 2,900t  | DRBV-21C                  |                    | 4만5천톤 |
| 잠수함                 | 보유수 | 함중량  | 탐지능력                  | 미사일 무장        | 총톤수   |
| 트리옹팡급             | 4척    | 14,000t | DMUX 80                   |                    | 7만톤    |
| 루비급                 | 6척    | 2,600t  |                           |                    | 7만톤    |
| 군수지원함             | 보유수 | 함중량  |                           |                    | 총톤수   |
| 듀란스급 급유함        | 6척    | 17,000t |                           |                    | 10만톤   |

## 같이 보기
- 이즈모형 호위함
- 퀸 엘리자베스급 항공모함
- 니미츠급 항공모함
- 산둥호
- 미스트랄급 강습상륙함
- 호라이즌급 프리깃함
- 샤를 드골의 코로나바이러스감염증-19 범유행